# Joe Langley
Joe Langley (ur. 31 lipca 1918 w Dayton, zm. w grudniu 1973 w Southport) – amerykański kierowca wyścigowy, mechanik i konstruktor.

## Życiorys
Urodził się w 1918 roku. Był zgłoszony do nigdy nieodbytego Indianapolis 500 1942, gdzie miał wystartować Clemonsem. Zgłosił się do tego wyścigu również w 1946 roku, gdzie także prowadził Clemonsa (w barwach zespołu Jacka Dixona). Langley nie zdołał jednak zakwalifikować się do wyścigu. Wystartował również w trzech wyścigach mistrzostw AAA w 1946 roku. W 1950 roku został wicemistrzem serii AAA Midwest Big Car.
Był także właścicielem i konstruktorem samochodów oraz mechanikiem. Prowadził warsztat na Madison Avenue w Southport. W wyścigu Indianapolis 500 samochód konstrukcji Langleya, napędzany silnikiem Offenhauser, zadebiutował w roku 1949. Jego kierowcą był Norm Houser startujący w zespole Joe Langleya, wspieranym przez firmę Troy Oil. Houser po starcie z 24 miejsca ukończył rywalizację na dziesiątej pozycji. Rok później zespół Langleya nadal był wspierany przez Troy Oil, ale jego kierowcą był Gene Hartley. Zawodnik ten zakwalifikował się na 31 miejscu, a w deszczowym, przerwanym wyścigu, był szesnasty. Langley konstruował także samochody typu sprint car. W 1951 roku, podczas jednego z wyścigów takich pojazdów w ramach mistrzostw AAA Sprint Car Championship na torze Winchester Speedway, śmierć poniósł kierowca Langleya Bill Mackey; w tym samym wyścigu śmierć poniósł Cecil Green.
W późniejszych latach Joe Langley był m.in. szefem mechaników Bobby'ego Marshmana. Zmarł w grudniu 1973 roku.

## Wyniki w Indianapolis 500
| Legenda oznaczeń w tabelach wyników Wyświetl szablon na nowej stronie | Legenda oznaczeń w tabelach wyników Wyświetl szablon na nowej stronie                                                                     |
| Oznaczenie                                                            | Wyjaśnienie |
| --------------------------------------------------------------------- | --- |
| Złoty                                                                 | Zwycięzca lub mistrzostwo |
| Srebrny                                                               | 2. miejsce lub wicemistrzostwo |
| Brązowy                                                               | 3. miejsce lub II wicemistrzostwo |
| Zielony                                                               | Ukończył, punktował (w klasyfikacji generalnej, gdy zdobył co najmniej jeden punkt na przestrzeni sezonu, poza trzema powyższymi opcjami) |
| Niebieski                                                             | Ukończył, nie punktował (w klasyfikacji generalnej, gdy nie zdobył co najmniej jednego punktu na przestrzeni sezonu)                      |
| Czerwony                                                              | Nie zakwalifikował się (NZ) |
| Czerwony                                                              | Nie prekwalifikował się (NPK) |
| Różowy                                                                | Nie ukończył (NU) |
| Różowy                                                                | Niesklasyfikowany (NS) (w klasyfikacji generalnej, gdy nie został sklasyfikowany w żadnym wyścigu sezonu)                                 |
| Czarny                                                                | Zdyskwalifikowany (DK) |
| Czarny                                                                | Wykluczony (WYK/EX) |
| Biały                                                                 | Nie wystartował (NW) |
| Biały                                                                 | Kontuzjowany (K/INJ) |
| Biały                                                                 | Wyścig odwołany (OD/C) |
| Bez koloru                                                            | Został wycofany (WYC/WD) |
| Bez koloru                                                            | Nie przybył (NP/DNA) |
| Bez koloru                                                            | Nie brał udziału w treningach (NT/DNP) |
| Bez koloru                                                            | Nie został zgłoszony (–) |
| Pogrubienie                                                           | Start z pole position |
| Kursywa                                                               | Najszybsze okrążenie wyścigu |
| †                                                                     | Nie ukończył, ale jego rezultat został zaliczony ze względu na przejechanie więcej niż 90% dystansu wyścigu.                              |
| *                                                                     | Sezon w trakcie |
| 1/2/3                                                                 | Punktowana pozycja w sprincie kwalifikacyjnym                                                                                             |
| Lista systemów punktacji Formuły 1                                    | |

| Rok  | Nr | Kwal. | Wynik | Okr. | Lider | Uwagi |
| ---- | -- | ----- | ----- | ---- | ----- | ----- |
| 1946 | 55 | NZ    |       |      |       |       |